# 泰德·史蒂芬
老西奧多·富爾頓·「泰德」·史蒂芬（英語：Theodore Fulton "Ted" Stevens Sr.，1923年11月18日—2010年8月9日）是美國政治家，曾任阿拉斯加州的聯邦參議員，是參議院裡任職時間最長的共和黨籍議員。史氏在參議員任內，在1997至2005年間擔任「參議院撥款委員會」（Appropriations Committee）的主席，負責主持參議院資金調度，這個職位使史氏在聯邦參議院裡乃至全國的影響力大為增加；在2003至2007年間擔任參議院臨時議長（根據法律，參院議長由副總統擔任）。
由於共和黨內規限制參議員不得擔任相同委員會主席超過6年，史氏在第109屆國會開始時宣佈放棄撥款委員會主席的職位。他曾在第109屆國會中擔任參議院商業、科學和運輸委員會（Committee on Commerce, Science and Transportation）的主席。
史蒂芬擔任公職超過一甲子，早在第二次世界大戰時便開始替美國聯邦政府工作。在1950年代史氏曾經於共和黨的艾森豪政府裡擔任內政和司法部門的職位。史氏在1968年當選聯邦參議員，從那時開始便一直擔任相同職位至2009年。
2010年8月9日，史氏於前往阿萊克納吉克湖（Lake Aleknagik）釣魚途中遭遇飛機失事而罹難。時任美國總統歐巴馬和多位跨黨派國會議員紛紛表示哀悼，並向史氏一生對美國的貢獻致敬。

## 早年生涯
泰德·史蒂芬在1923年生於印第安納州的印第安納波利斯。史氏也曾參與第二次世界大戰；於1943年至1946年之間隸屬飛虎隊陳納德將軍部下，在中緬印戰區服役，擔任陸軍航空隊的C-47運輸機飛行員，參與保衛中國大後方的任務。史氏獲得中尉的軍階，並獲頒兩枚「傑出飛行員十字勳章」（Distinguished Flying Cross）以及兩枚「飛行勳章」（Air Medal）。後來史氏也獲得中華民國政府頒布的雲麾勳章。
戰爭結束後，史氏就讀於洛杉磯加利福尼亞大學。在校園中他加入Delta Kappa Epsilon兄弟會。接著他進入哈佛大學法學院，並於1950年代初期移居至阿拉斯加州，當時的阿拉斯加還只是美國一個非正式的境外領地而已。
畢業後的史蒂芬在阿拉斯加州的費爾班克市（Fairbanks）實習法律，並且於1953年成為費班克市的聯邦檢察官。

## 政治生涯

### 內政部
在1956年史蒂芬調派至華盛頓特區，並在那裡擔任美国内政部部長Fred Seaton的法律顧問和助手。他也積極推動將阿拉斯加和夏威夷升格為正式州份，最後終於在1959年實現。在1960年，總統德懷特·艾森豪將史蒂芬升職至內政部的法務官。

### 阿拉斯加州眾議員
在回到阿拉斯加州後，史蒂芬在安克拉治實習法律。他在1964年當選為阿拉斯加州的眾議員，並且在他擔任眾議員的第二屆任期內成為院裡的多數派領導人。

### 聯邦參議院
在1968年12月，阿拉斯加州的民主黨參議員Bob Bartlett去世，州長Walter Joseph Hickel於是指派史蒂芬接任參議員職。接著在1970年史蒂芬於一場特別選舉中當選第一屆參議員任期，並且在那之後連續當選連任六次—1972年、1978年、1984年、1990年、1996年、以及2002年。他當前的任期將會在2009年截止。
在1977年至1985年間史蒂芬擔任共和黨的黨鞭助手，也成為了參議院議事規則委員會（Committee on Rules）的主席。在2002年共和黨贏得國會期中選舉時，史蒂芬擔任了臨時的參議院議長。史蒂芬曾經擔任參議院國土安全及政府事務委員會（Committee on Homeland Security and Governmental Affairs）主席，以及影響力極大的撥款委員會的主席。史蒂芬也曾擔任參議院風紀委員會（Committee on Ethics）的主席，以及國會圖書館的委員會主席。

#### 腐敗指控與控罪撤銷
2008年10月27日，美国联邦陪审团裁定，史蒂文斯受到的7项与腐败相关的指控全部成立。同时也成为美国历史200年以来，第十一位受到起诉的现任参议员。
2009年2月，FBI探員Chad Joy告密指聯邦調查局與檢察當局隱藏了可證明史蒂文斯無罪的證據。其證詞最終導致此案於同年4月作廢。

## 訪華
值得一提的是，史蒂芬曾於1981年年初以「參議院共和黨副領袖」的身分偕同妻子和華裔美籍共和黨政治家陳香梅女士（飛虎隊陳納德將軍夫人）訪問中國北京，此行是擔任「總統當選人雷根」的特使，並與當時甫卸任的中國國務院副總理鄧小平會面 。

## 議題立場

### 墮胎
依據Ontheissues.org和美國全國流產權行動聯盟（NARAL）的記載，泰德·史蒂芬雖然身為支持墮胎的議員之一，但他在國會裡的投票紀錄則較偏向反墮胎立場 （页面存档备份，存于）。不過，身為國會裡溫和派共和黨人的一份子，史蒂芬支持人體幹細胞的研究。

## 批評
泰德·史蒂芬在參議院任職的數十年裡的言行也受到許多不同的批評。批評包括史蒂芬曾經舉行秘密會議以推動一項法案通關，放寬議院對聯邦政府在所有研究計畫上的資金開支監督。史蒂芬曾經在一場討論電信產業法規的演講中，誤將網際網路描述為「一系列的管子」（series of tubes），使得這個片語名噪一時。一些人也認為史蒂芬推動的許多公共建設計畫，例如將在阿拉斯加建設、耗資上億的格拉維納橋（Gravina Island）計畫有政治分肥之嫌。史蒂芬還曾揚言如果聯邦政府將年度的特別預算都撥給路易斯安那州修補卡崔娜颶風造成的損害，而沒有撥給阿拉斯加州建橋的話，他將要從參議院辭職。

## 家庭
在1978年的12月，史蒂芬乘坐的一架小型噴射機在安克拉治國際機場（這座機場現在已改名為「泰德·史蒂芬機場」）附近發生空難墜毀，罹難的包括機上的五名乘客以及史蒂芬的第一任妻子安·雪琳頓，史蒂芬則幸運地逃過一劫。
史蒂芬的兒子—班·史蒂芬在2001年經民主黨的阿拉斯加州長Tony Knowles指派為阿拉斯加州參議院的議員，並且一直擔任議長直到2006年秋季為止。
除了班之外，史蒂芬和他的第一任妻子還生下兩名女兒—蘇珊和貝絲，以及兩名兒子—華爾特和泰德。史蒂芬和他的第二任妻子凱瑟琳則生下一名女兒莉莉。
參議員史蒂芬晚年居於阿拉斯加州的格伍德（Girdwood）。

## 榮譽
阿拉斯加州議會於2000年通過將安克拉治國際機場更名為泰德·史蒂芬安克拉治國際機場，以表彰史蒂芬對於該州的貢獻。
每當史蒂芬要出席對他而言相當重要的議題發言和會議時（例如在北極圈野生動物保護區進行石油鑽採的問題），他便會穿戴一條繪有卡通浩克圖案的領帶出席，以表示他對議題的認真程度。驚奇漫畫公司於是在2006年特別贈送了一系列浩克的產品給史蒂芬，還替他舉行了一個浩克主題派對。
名為泰德·史蒂芬協會（Ted Stevens Foundation）的慈善機構也是以他命名的，協會的目標是要「協助公眾認識並了解參議員泰德·史蒂芬的工作成果」。協會的主席Tim McKeever（曾經擔任史蒂芬選戰的會計）宣稱這個協會是「無黨派和無關政治的」。
2003年11月18日當史蒂芬渡過80歲生日時，阿拉斯加州州長Frank Murkowski宣將11月8日這一天訂為「參議員史蒂芬感謝日」以紀念他。

## 外部連結
- 泰德·史蒂芬安克拉治國際機場 （页面存档备份，存于）
- 史蒂芬的參議院投票紀錄 （页面存档备份，存于）
- 「一系列的管子」演講
- 華盛頓郵報記載的投票紀錄

| 前任者： 鮑伯·巴特勒          | 美國阿拉斯加州（第2類）參議員 1968年—2009年 | 繼任者： 迈克·安克拉治   |
| 前任者： William E. Brock III | 共和黨參議院全國委員會主席 1975-1977        | 繼任者： Robert Packwood |
| 前任者： 羅伯特·貝爾德        | 參議院臨時議長 2003 – 2007                  | 繼任者： 羅伯特·貝爾德   |